# إليانور نوركروس
إيلا أوغوستا نوركروس (بالإنجليزية: Ella Augusta "Eleanor" Norcross)‏ - (24 يونيو 1854 - 19 أكتوبر 1923) رسامة أمريكية درست على يد ويليام ميريت تشيس وألفريد ستيفنز. عاشت معظم حياتها البالغة في باريس، فرنسا، كفنانة وجامعة وقضت الصيف في مسقط رأسها في فيتشبورغ، ماساتشوستس. رسمت نوركروس لوحات انطباعية ما زالت نابضة بالحياة، وهي معروفة أكثر بلوحاتها ذات التصميمات الداخلية المتميزة.
وفر لها والدها عيشا مريحا، بشرط ألا تبيع لوحاتها. ولكنها قررت تزويد الناس من مسقط رأسها بالقدرة على مشاهدة الأعمال الفنية العظيمة، فجمعت مجموعة نوركروس الفنية، وصنعت نسخا من لوحات الأساتذة القدامى، ووثقت بشكل منهجي الفنون الزخرفية من القرن الثاني عشر حتى القرن التاسع عشر. واستخدمت أموال تمويلها ومجموعتها الفنية لإنشاء متحف فيتشبورغ للفنون.
في عام 1924، عرضت أعمالها بعد وفاتها في باريس في متحف اللوفر وصالون دوتون، حيث كانت نوركروس أول أمريكية لديها معرض بأثر رجعي. كما عرضت أعمالها في العام التالي في متحف الفنون الجميلة في بوسطن.

## النشأة
ولدت إيلا أوغوستا نوركروس في 24 يونيو 1854 في فيتشبورغ، ماساتشوستس، على بعد حوالي 50 ميلا (80 كم) غرب بوسطن، لأماسا نوركروس وسوزان أوغوستا نوركروس. كان والدها محاميا، وأول عمدة لفيتشبورغ، وعضوا في مجلس الشيوخ عن الولاية، وممثلا للولايات المتحدة. كانت والدتها، سوزان، معلمة مدرسة في منطقة فيتشبورغ، وخلال الحرب الأهلية كانت قائدة جمعية مساعدة الجنود النسائية، التي قدمت الملابس والبطانيات وغيرها من الإمدادات للجنود من فيتشبورغ ومواقع أخرى في ولاية ماساتشوستس. في عام 1863، توفي شقيقها نيلسون البالغ من العمر ثلاث سنوات بسبب الحمى القرمزية، وعندما كان عمرها 14 عاما، توفيت والدتها بسبب السل. كانت نوركروس ووالدها، أفراد الأسرة المتبقين، على علاقة وثيقة.

## التعليم والحياة المهنية المبكرة

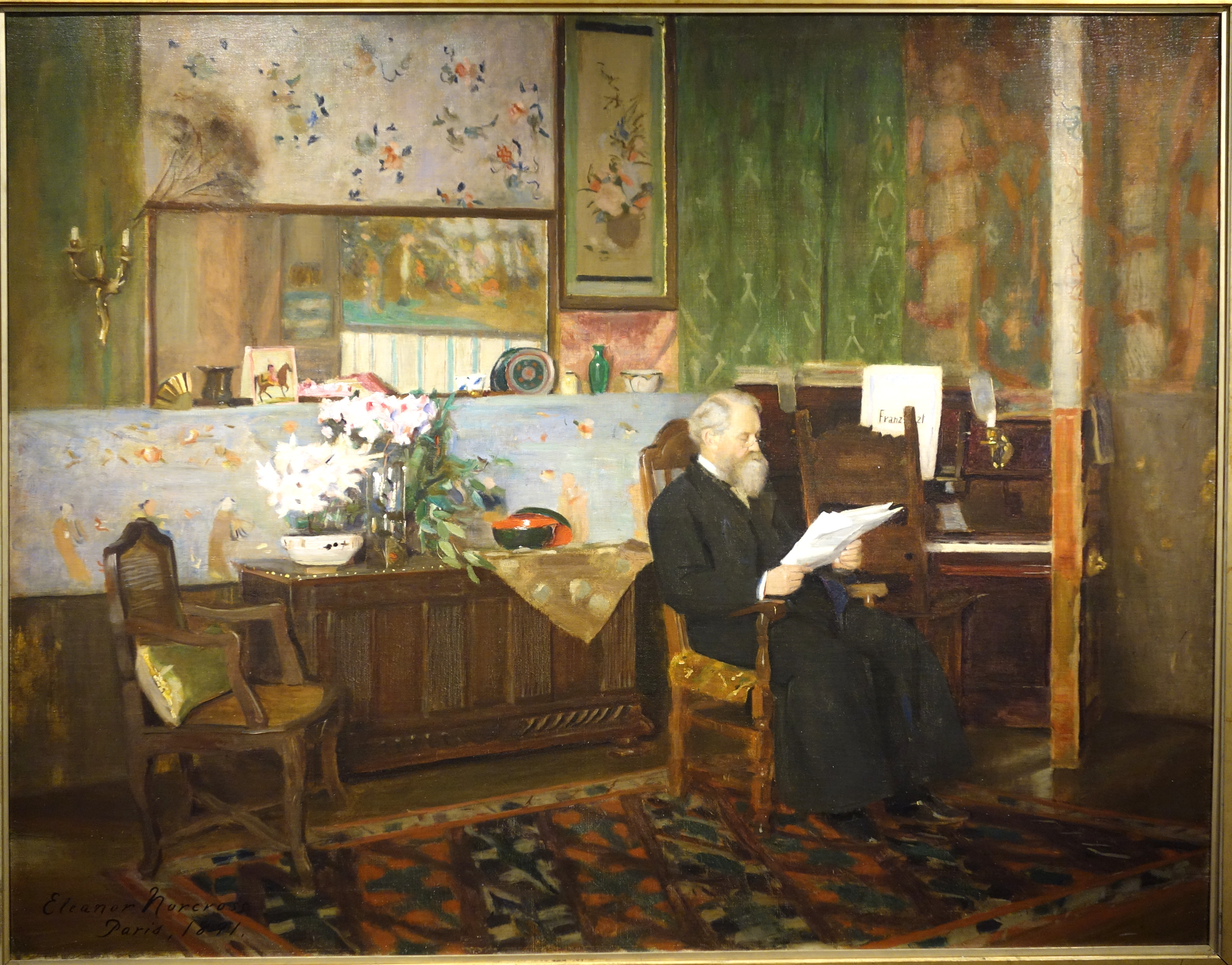
الاستوديو، 1891، زيت على قماش، متحف فيتشبرج للفنون، ماساتشوستس

درست نوركروس في مدرسة ماساتشوستس للفنون العادية في بوسطن، وهي الآن كلية ماساتشوستس للفنون والتصميم، للتحضير لتدريس الفن. عاشت في فيتشبورغ، وتنقلت بالقطار إلى المدرسة في بوسطن. حصلت نوركروس على شهادة التدريس بحلول عام 1876 ودرست الرسم في مدارس فيتشبورغ لمدة عام. انتقلت نوركروس مع والدها إلى واشنطن عندما انتخب عضوا في مجلس النواب. كانت نوركروس «متحدثة بارعة وحيوية'» عملت كمضيفة لوالدها في العاصمة وابتداء من عام 1878، درست نوركروس الفن في مدينة نيويورك تحت إشراف ويليام ميريت تشيس في رابطة طلاب الفنون في نيويورك لمدة تصل إلى خمس سنوات. في يونيو 1883، أبحرت إلى باريس للدراسة مع ألفريد ستيفنز بناء على اقتراح تشيس. درست هي وعدد قليل من النساء الأخريات مع الفنان البلجيكي خلال شتاء عامي 1883 و1884.

## المُتحف

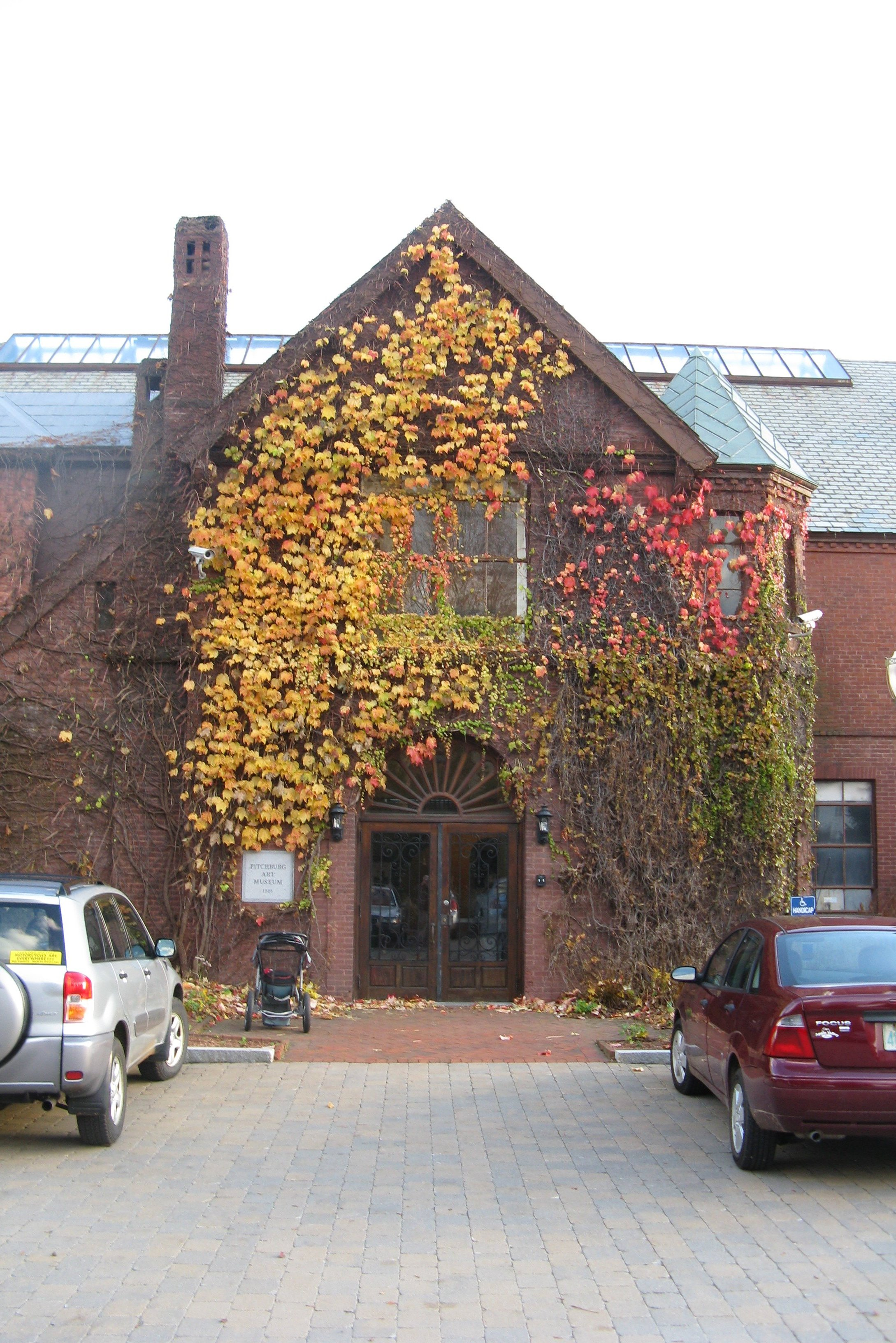
متحف فيتشبورغ للفنون

لتنفيذ خطتها لإنشاء مركز ثقافي في فيتشبورغ، شحنت نوركروس أعمالا فنية من مجموعتها إلى مسقط رأسها وتركت 10,000 دولار أو 100,000 دولار في وصيتها، مع النص على أن تجمع المدينة مبلغا متساويا لتوفير وقف صحي، وإلا فإن الأموال ستذهب إلى مدرسة ويتون اللاهوتية.

## الوفاة
توفيت نوركروس بسبب الفشل الكلوي في 19 أكتوبر 1923.

## معارض ما بعد الوفاة
أقيمت عروض لوحاتها بعد وفاتها. تضمن المعرض التذكاري في متحف اللوفر، الذي افتتحه السفير الأمريكي مايرون ت. هيريك، 53 لوحة من لوحاتها في عام 1924. احتفظ متحف اللوفر بلوحتين صنعتهما نوركروس من داخل متحف الفنون الزخرفية. تم عرض ستة عشر من أعمالها في صالون السيارات في نفس العام. كانت نوركروس أول أمريكية تقوم باستعراض عملها هناك بأثر رجعي. أقيم أيضا عرض في متحف الفنون الجميلة في بوسطن في عام 1925.